# Антипремия
Антипремия — пародийная награда, присуждаемая за антидостижения, смешные и бессмысленные достижения в различных областях. Это современная форма народной смеховой культуры, для которой характерно переворачивание всего с ног на голову, создание мира «наизнанку». Такие «премии наоборот» выступают способом легитимизации критики мейнстрима, благодаря чему расширяется область смешного в массовой культуре.
Это разновидность эпатажа в осмыслении социальных, политических и экономических процессов. В силу своей неоднозначности как амбивалентности является более органичным, чем премия, форматом для медиареальности.

## Примеры

### В искусстве
- Золотая малина — за антидостижения в кинематографии, пародия на кинопремию Оскар.
- Премия Diagram — за самое нелепое название книги.
- Bad Sex in Fiction Award — за худшее описание эротической сцены в массовой литературе.
- Антипремия «Абзац» — за несоответствие требованиям современного книгоиздания.
- Doublespeak Award — за самую двусмысленную и нелепую риторику.
- Turnip Prize — за худшее произведение современного искусства, пародия на Turner Prize.

### В науке
- Шнобелевская премия (Игнобелевская премия[5], Антинобель[5]) — за смешные достижения в различных областях науки, пародия на Нобелевскую премию[5][6].
- Премия Пигасуса[англ.][5][6] — за вклад в псевдонауку и исследование паранормальных явлений[5][6].
- Премия (по)гнутой ложки[англ.][5][6] — за псевдонаучные и паранормальные глупости[5][6].
- Почётный академик ВРАЛ — за вклад в российскую лженауку.

### В праве
- Премия Стеллы — за самые глупые иски или судебные решения.
- Дурацкие предупредительные надписи — за самые нелепые предупреждения в инструкциях к товару.
- Премия Большого Брата — за отличия в нарушении неприкосновенности частной жизни.
- Малиновая Фемида [7]- за сомнительные достижения в юриспруденции.

### В развлечениях
- Премия Дарвина — за причинение себе смерти или потерю репродуктивных способностей по собственной глупости.
- Серебряная калоша — за сомнительные достижения в российском шоу-бизнесе.

### В быту
- Стеклянный болт — за сомнительные достижения в благоустройстве Москвы.
- Антипремия ЭкоЧайник — за претворение в жизнь кино-триллеров, моделирующих гибель человечества.

### В коммуникациях
- Антипремия Рунета — за альтернативные достижения в области интернета на русском языке, антипод Премии Рунета.
- Антипремия Провал года — за худшее технологическое решение в политических коммуникациях.

### В спорте
- Лантерн руж — за последнее место в общем зачете самой престижной велогонки Тур де Франс.